# Ce qu'ils imaginent
Pour plus de détails, voir Fiche technique et Distribution.
Ce qu'ils imaginent est un film français réalisé par Anne Théron, sorti en 2004.

## Synopsis
Juliette Weiler, la quarantaine, rejoint Le Havre en auto-stop. À son arrivée, elle se renseigne sur les bateaux en partance et choisit d'embarquer à bord du "Zingochor", qui doit appareiller quarante-huit heures plus tard pour Dakar. Sur les conseils d'un docker, elle réserve alors une chambre dans un hôtel du centre, tenu par une dénommée Anne. Ayant quelques heures à tuer avant la nuit, elle part se promener sur le port, où elle fait bientôt la connaissance du jeune Santiago, qui tient une baraque à frites. Le lendemain matin, alors qu'elle prend son petit-déjeuner avec Anne, son compagnon Peter et leur petite fille, Lison, Juliette leur avoue que son mari vient de mourir, étouffé...

## Fiche technique
- Titre : Ce qu'ils imaginent
- Réalisateur : Anne Théron
- Scénario : Anne Théron
- Société de production : Pickpocket Productions
- Producteur : Serge Duveau
- Société de distribution : Pickpocket Distribution
- Musique du film : Thierry Fournier
- Directeur de la photographie : Antoine Roch
- Montage : Mathilde Muyard
- Création des décors : Barbara Kraft
- Création des costumes : Barbara Kraft
- Pays d'origine :  France
- Genre : drame
- Durée : 1h30
- Date de sortie : 17 mars 2004  France

## Distribution
- Marie Trintignant : Juliette Weiler
- Marc Barbé : Barnabé
- Anne Cantineau : Anne
- Aurélien Wiik : Santiago
- Julie Gayet : Sarah
- Aurore Clément : la mère de Juliette
- Didier Bezace : Le père de Santiago
- Peter Bonke : Arthur